# Ibrahim Abdel Meguid
Ibrahim Abdel Meguid (* 2. Dezember 1946; arabisch إبراهيم عبد المجيد, DMG Ibrāhīm ʿAbd al-Maǧīd; alternative Schreibweisen des Namens: Ibrahim Abd al-Magid, Ibrāhīm ʻAbd al-Majīd) ist ein ägyptischer Schriftsteller.

## Leben und Werk
Ibrahim Abdel Meguid studierte Philosophie an der Universität Alexandria und siedelte 1974 nach Kairo um. 1970 trat er der damals verbotenen kommunistischen Partei bei.
Entsprechend der ägyptischen Arbeitsmarktpolitik, die Studienabsolventen eine Staatsanstellung garantiert, wurde er im Ministerium für Kultur eingestellt. Dort war er von 1976 bis 1980 Sachbearbeiter für die »Kultur der Massen« (unter Nasser hatte sich Ägypten sozialistisch gegeben), die darauf folgenden fünf Jahre beriet er die Leitung der Abteilung Theater. 1989 stieg er zum Abteilungsleiter der »Kultur der Massen« auf, um 1995 als Chefredakteur die Serie »Neue Schriften« der staatlichen ägyptischen Buchgesellschaft zu betreuen. Sechs Jahre später wurde er zum Generaldirektor des Projektes »Atlas der ägyptischen Folklore« ernannt und kehrte in diesem Rahmen wieder zur Abteilung »Kultur der Massen« zurück.
Unter dem Regime des Diktators Husni Mubarak wurde Abdel Meguid aufgrund seiner politischen Ansichten mehrmals mit Haftstrafen verfolgt.
In seinen Romanen und Erzählungen behandelt Abdel Meguid die sozialen Verhältnisse und Umbrüche seines Landes; dies brachte ihm zahlreiche Preise ein, unter denen der Nagîb-Mahfûs-Preis besonders hervorzuheben ist. Tatsächlich gibt Abdel Meguid bei vielen Ägyptern als der legitime Nachfolger des berühmten Nobelpreisträgers Mahfûs.
In Niemand schläft in Alexandria behandelt er Ägypten zur Zeit des Zweiten Weltkrieges, während Das Jasminhaus der Zeit nach dem Jom-Kippur-Krieg gewidmet ist.
Das andere Land nimmt die Thematik ägyptischer Arbeiter in Saudi-Arabien auf. Wohlweislich veröffentlichte er diesen Roman 1991 in London, aber in Ägypten fand der Roman ein großes Echo.
Der in deutscher Übersetzung vorliegende Roman, halb Krimi, halb Gesellschaftskritik mit dem Titel Jede Woche gibt es ... einen Freitag schildert die ausgehende Mubarak-Zeit.
Die Tage des Tahrîr (Kairo 2011) oder auch Die Tage der Befreiung (denn das ist die Bedeutung des Namens dieses zentralen Platzes der ägyptischen Hauptstadt) geht auf die Geschehnisse ein, die zum Sturz des Diktators führen sollten.
Abdel Meguid leitet den Verlag Dâr al-Yasmîn (Jasmin-Verlag) zusammen mit seinen Söhnen.
Sein bekanntestes Werk ist die „Alexandria-Trilogie“ mit den Romanen Niemand schläft in Alexandria, Vögel von Amber und Wolken über Alexandria. Diese ins Englische und Französische übersetzten Werke liegen in Deutsch noch nicht vor.
Sein 2009 entstandener Roman Jede Woche gibt es einen Freitag erschien 2016 in der Übersetzung von Aron Schatten beim Verlag auf dem Ruffel. Der formal aus Mitteilungen einer Chat-Gruppe bestehende Text gibt ein Panorama der ägyptischen Gesellschaft in Kairo und Alexandria in der Zeit vor dem Arabischen Frühling wieder, wobei eine auf der Täter- und Opferseite transparente Thrillerhandlung für Spannung sorgt. Das briefromanähnliche Erzählschema einer virtuellen Gruppe ermöglicht dem Autor zum einen, Vertreter unterschiedlicher gesellschaftlicher Gruppen, die sonst kaum in Berührung kämen, in Gespräch miteinander treten zu lassen. Zum anderen fühlen sich diese Personen in der Anonymität der Chat-Gruppe völlig frei, sich nicht nur über ihre persönliche Belange, sondern auch ohne Rücksicht auf Repressionen über gesellschaftliche Missstände zu äußern.

## Werke
- المسافات [Al-Masafât] (1983). Distant Train, übersetzt von Hosam M. Aboul-Ela (2007)
- بيت الياسمين [Bayt al-yasâmin] (1987). The House of Jasmine, übersetzt von Noha Radwan (2012)
- البلدة الأخرى [Al Balda al-ukhrâ] (1991). The Other Place, übersetzt von Farouk Abdel Wahab (1997)
- لا أحد ينام في الإسكندرية [La Ahad yanam fil Iskandariya] (1996). No One Sleeps in Alexandria, übersetzt von Farouk Abdel Wahab (2004)
- طيور العنبر [Toyour al-anbar] (2000). Birds of Amber, übersetzt von Farouk Abdel Wahab (2005)
- في كل أسبوع يوم جمعة [Fi koulli ousbou ... yawmou joumoua] (2009). Jede Woche ... gibt es einen Freitag, übersetzt von Aron Schatten (2016), ISBN 978-3-933847-55-3.
- الإسكندرية في غيمة [Iskandriya fi ghayma] (2012). Clouds Over Alexandria, übersetzt von Kay Heikkinen (2019)

## Ehrungen
- 1996 Naguib-Mahfouz-Medaille: Der andere Ort[4]
- 1996 Internationale Buchmesse Kairo, Roman des Jahres: Niemand schläft in Alexandria
- 2011 Sawiris Cultural Award: Jede Woche ... gibt es einen Freitag
- 2015 Katara Prize for Arabic Novel: Adagio[5]